# Квартет имени Сметаны
Квартет имени Сметаны (чеш. Smetanovo kvarteto) — чешский струнный квартет, концертировавший в 1945—1989 гг. Назван в честь чешского композитора Бедржиха Сметаны, чьим знаменитым квартетом «В моей жизни» открылась 6 ноября 1945 г. в зале Пражской муниципальной библиотеки концертная деятельность квартета.
В 1949 году Квартет имени Сметаны отправился на первые гастроли (в Польшу), в 1950 г. осуществил первую запись (вполне естественно, что это был один из квартетов Сметаны). На протяжении 1950—60-х гг. популярность квартета постоянно росла, и в 1967 г. все четыре участника окончательного (сложившегося в 1956 г.) состава квартета стали профессорами пражской Музыкальной академии. В этот первый период своей творческой биографии музыканты Квартета имени Сметаны работали с достаточно узким репертуаром, что позволяло им играть без нот, а это, в свою очередь, придавало концертам квартета особый дух камерности и интимности. С начала 1970-х гг. репертуар пришлось расширять, а пюпитры с нотами возвращать, и тогдашняя критика расценила это как определённую утрату — компенсировавшуюся, впрочем, возросшей экспрессивностью исполнения. В творчестве Квартета имени Сметаны заметное место играла чешская музыка — классическая (Сметана, Дворжак, Яначек, Мартину) и более современная, а также произведения Моцарта, Бетховена, Прокофьева, Шостаковича. Последний концерт квартета состоялся 28 августа 1989 года.

## Состав квартета
Первая скрипка:
- Ярослав Рыбенский (1945—1947)
- Иржи Новак (1947—1989)

Вторая скрипка:
- Любомир Костецкий (1945—1989)

Альт:
- Вацлав Нойман (1945—1947)
- Ярослав Рыбенский (1947—1956)
- Милан Шкампа (1956—1989)

Виолончель:
- Антонин Когоут (1945—1989)